# Élections départementales de 2015 dans l'Indre
Les élections départementales ont lieu les 22 et 29 mars 2015.

## Contexte départemental

### Assemblée départementale sortante
Avant les élections, le Conseil général de l'Indre est présidé par Louis Pinton (UMP). Il comprend 26 conseillers généraux issus des 26 cantons de l'Indre. Après le redécoupage cantonal de 2014, ce sont 26 conseillers départementaux qui seront élus au sein des 13 nouveaux cantons de l'Indre.
| Parti                                | Sigle | Sigle | Élus |
| ------------------------------------ | ----- | ----- | ---- |
| Majorité (19 sièges)                 |       |       |      |
| Union pour un mouvement populaire    |       | UMP   | 7    |
| Divers droite                        |       | DVD   | 7    |
| Union des démocrates et indépendants |       | UDI   | 5    |
| Opposition (7 sièges)                |       |       |      |
| Parti socialiste                     |       | PS    | 7    |
| Président du conseil général         |       |       |      |
| Louis Pinton (UMP)                   |       |       |      |

### Assemblée départementale élue
| Parti                                | Sigle | Sigle | Élus |
| ------------------------------------ | ----- | ----- | ---- |
| Majorité (20 sièges)                 |       |       |      |
| Union pour un mouvement populaire    |       | UMP   | 8    |
| Divers droite                        |       | DVD   | 7    |
| Union des démocrates et indépendants |       | UDI   | 5    |
| Opposition (6 sièges)                |       |       |      |
| Parti socialiste                     |       | PS    | 6    |
| Président du conseil départemental   |       |       |      |
| Louis Pinton (UMP)                   |       |       |      |

## Résultats à l'échelle du département

### Résultats par nuances du ministère de l'Intérieur
Les nuances utilisées par le ministère de l'Intérieur ne tiennent pas compte des alliances locales.
| Binômes     | Binômes            | Premier tour | Premier tour | Second tour | Second tour | Sièges |
| Binômes     | Binômes            | Voix         | %            | Voix        | %           | Sièges |
| ----------- | ------------------ | ------------ | ------------ | ----------- | ----------- | ------ |
|             | Union de la droite | 35 381       | 41,00        | 33 844      | 53,75       | 20     |
|             | DVD                | 3 550        | 4,11         |             |             |        |
| Droite      | Droite             | 38 931       | 45,11        | 33 844      | 53,75       | 20     |
|             |                    |              |              |             |             |        |
|             | PS                 | 9 273        | 10,74        | 8 383       | 13,31       | 4      |
|             | Union de la gauche | 7 806        | 9,05         | 6 646       | 10,56       | 2      |
|             | DVG                | 3 658        | 4,24         |             |             |        |
|             | FG                 | 2 278        | 2,64         |             |             |        |
|             | EÉLV               | 1 094        | 1,27         |             |             |        |
| Gauche      | Gauche             | 24 109       | 27,94        | 15 029      | 23,87       | 6      |
|             |                    |              |              |             |             |        |
|             | FN                 | 20 892       | 24,21        | 14 091      | 22,38       | 0      |
|             |                    |              |              |             |             |        |
|             | Divers             | 1 223        | 1,42         |             |             |        |
|             |                    |              |              |             |             |        |
|             | EXG                | 1 146        | 1,33         |             |             |        |
|             |                    |              |              |             |             |        |
| Inscrits    | Inscrits           | 171 449      | 100,00       | 130 887     | 100,00      |        |
| Abstentions | Abstentions        | 80 250       | 46,81        | 60 921      | 46,54       |        |
| Votants     | Votants            | 91 199       | 53,19        | 69 966      | 53,46       |        |
| Blancs      | Blancs             | 3 191        | 3,50         | 4 513       | 6,45        |        |
| Nuls        | Nuls               | 1 707        | 1,87         | 2 489       | 3,56        |        |
| Exprimés    | Exprimés           | 86 301       | 94,63        | 62 964      | 89,99       |        |

### Résultats par canton
| Canton                      | Conseiller sortant   | Parti                 | Parti       | Conseiller élu           | Parti           | Parti           |
| --------------------------- | -------------------- | --------------------- | ----------- | ------------------------ | --------------- | --------------- |
| Aigurande                   | Louis Pinton         |                       | UMP         | Canton supprimé          | Canton supprimé | Canton supprimé |
| Ardentes                    | Jean Petitprêtre     |                       | PS          | Mélanie Chapuis          |                 | PS              |
| Ardentes                    | Jean Petitprêtre     | Jean Petitprêtre      | PS          |                          | PS              |                 |
| Argenton-sur-Creuse         | Martine Vert         |                       | DVD         | Jean-Claude Blin         |                 | PS              |
| Argenton-sur-Creuse         | Martine Vert         | Jocelyne Giraud       | DVD         |                          | PS              |                 |
| Bélâbre                     | René Duplant*        |                       | UMP         | Canton supprimé          | Canton supprimé | Canton supprimé |
| Le Blanc                    | Alain Pasquer        |                       | PS          | Gérard Blondeau          |                 | DVD             |
| Le Blanc                    | Alain Pasquer        | Françoise Perrot      | PS          |                          | UMP             |                 |
| Buzançais                   | Régis Blanchet       |                       | UDI         | Régis Blanchet           |                 | UDI             |
| Buzançais                   | Régis Blanchet       | Frédérique Mériaudeau | UDI         |                          | DVD             |                 |
| Châteauroux-Centre          | Florence Petipez     |                       | UMP         | Canton supprimé          | Canton supprimé | Canton supprimé |
| Châteauroux-Est             | Michel Blondeau      |                       | UDI         | Canton supprimé          | Canton supprimé | Canton supprimé |
| Châteauroux-Ouest           | Michel Durandeau     |                       | PS          | Canton supprimé          | Canton supprimé | Canton supprimé |
| Châteauroux-Sud             | Thérèse Delrieu*     |                       | PS          | Canton supprimé          | Canton supprimé | Canton supprimé |
| Châteauroux-1               | Canton créé          | Canton créé           | Canton créé | Michel Blondeau          |                 | UDI             |
| Châteauroux-1               | Canton créé          | Canton créé           | Canton créé | Florence Petipez         |                 | UMP             |
| Châteauroux-2               | Canton créé          | Canton créé           | Canton créé | Jean-Yves Hugon          |                 | UMP             |
| Châteauroux-2               | Canton créé          | Canton créé           | Canton créé | Imane Jbara-Sounni       |                 | DVD             |
| Châteauroux-3               | Canton créé          | Canton créé           | Canton créé | Marc Fleuret             |                 | UDI             |
| Châteauroux-3               | Canton créé          | Canton créé           | Canton créé | Chantal Monjoint         |                 | UMP             |
| Châtillon-sur-Indre         | Williams Lauérière*  |                       | DVD         | Canton supprimé          | Canton supprimé | Canton supprimé |
| La Châtre                   | Serge Descout        |                       | UMP         | Serge Descout            |                 | UMP             |
| La Châtre                   | Serge Descout        | Michèle Selleron      | UMP         |                          | DVD             |                 |
| Écueillé                    | Christian Simon*     |                       | UMP         | Canton supprimé          | Canton supprimé | Canton supprimé |
| Éguzon-Chantôme             | Jean-Claude Blin     |                       | PS          | Canton supprimé          | Canton supprimé | Canton supprimé |
| Issoudun-Nord               | Pascal Pauvrehomme*  |                       | DVD         | Canton supprimé          | Canton supprimé | Canton supprimé |
| Issoudun-Sud                | Michel Bougault      |                       | PS          | Canton supprimé          | Canton supprimé | Canton supprimé |
| Issoudun                    | Canton créé          | Canton créé           | Canton créé | Lucie Barbier            |                 | PS              |
| Issoudun                    | Canton créé          | Canton créé           | Canton créé | Michel Bougault          |                 | PS              |
| Levroux                     | Michel Brun          |                       | UMP         | Nadine Bellurot          |                 | DVD             |
| Levroux                     | Michel Brun          | Michel Brun           | UMP         |                          | UMP             |                 |
| Mézières-en-Brenne          | Jean-Louis Camus     |                       | DVD         | Canton supprimé          | Canton supprimé | Canton supprimé |
| Neuvy-Saint-Sépulchre       | Michel Appert*       |                       | DVD         | Marie-Jeanne Lafarcinade |                 | DVD             |
| Neuvy-Saint-Sépulchre       | Michel Appert*       | Louis Pinton          | DVD         |                          | UMP             |                 |
| Saint-Benoît-du-Sault       | Gérard Mayaud        |                       | UDI         | Canton supprimé          | Canton supprimé | Canton supprimé |
| Saint-Christophe-en-Bazelle | Mireille Duvoux      |                       | UMP         | Canton supprimé          | Canton supprimé | Canton supprimé |
| Saint-Gaultier              | Jean-Louis Simoulin* |                       | PS          | Lydie Lacou              |                 | DVD             |
| Saint-Gaultier              | Jean-Louis Simoulin* | Gérard Mayaud         | PS          |                          | UDI             |                 |
| Sainte-Sévère-sur-Indre     | François Daugeron*   |                       | DVD         | Canton supprimé          | Canton supprimé | Canton supprimé |
| Tournon-Saint-Martin        | Gérard Blondeau      |                       | DVD         | Canton supprimé          | Canton supprimé | Canton supprimé |
| Valençay                    | Claude Doucet        |                       | UDI         | Claude Doucet            |                 | UDI             |
| Valençay                    | Claude Doucet        | Mireille Duvoux       | UDI         |                          | UMP             |                 |
| Vatan                       | Stéphanie Champigny* |                       | UDI         | Canton supprimé          | Canton supprimé | Canton supprimé |

* Conseillers généraux sortants ne se représentant pas

## Résultats par canton

### Canton d'Ardentes
| Candidats   | Candidats        | Partis      | Partis      | Premier tour | Premier tour | Second tour | Second tour |
| Candidats   | Candidats        | Partis      | Partis      | Voix         | %            | Voix        | %           |
| ----------- | ---------------- | ----------- | ----------- | ------------ | ------------ | ----------- | ----------- |
| 1           | Patricia Danguy  |             | EÉLV        | 600          | 8,75         |             |             |
| 1           | Dominique Viard  |             | EÉLV        | 600          | 8,75         |             |             |
| 2           | Didier Barachet  |             | UMP         | 2 134        | 31,12        | 2 610       | 35,83       |
| 2           | Florence Vaury   |             | DVD         | 2 134        | 31,12        | 2 610       | 35,83       |
| 3           | Jordan Mercier   |             | FN          | 1 760        | 25,67        | 1 638       | 22,48       |
| 3           | Claire Ropars    |             | FN          | 1 760        | 25,67        | 1 638       | 22,48       |
| 4           | Mélanie Chapuis  |             | PS          | 2 363        | 34,46        | 3 037       | 41,69       |
| 4           | Jean Petitpretre |             | PS          | 2 363        | 34,46        | 3 037       | 41,69       |
|             |                  |             |             |              |              |             |             |
| Inscrits    | Inscrits         | Inscrits    | Inscrits    | 13 436       | 100,00       | 13 435      | 100,00      |
| Abstentions | Abstentions      | Abstentions | Abstentions | 6 191        | 46,08        | 5 807       | 43,22       |
| Votants     | Votants          | Votants     | Votants     | 7 245        | 53,92        | 7 628       | 56,78       |
| Blancs      | Blancs           | Blancs      | Blancs      | 272          | 3,75         | 229         | 3           |
| Nuls        | Nuls             | Nuls        | Nuls        | 116          | 1,6          | 114         | 1,49        |
| Exprimés    | Exprimés         | Exprimés    | Exprimés    | 6 857        | 94,64        | 7 285       | 95,5        |

### Canton d'Argenton-sur-Creuse
| Candidats            | Candidats                   | Partis      | Partis      | Premier tour | Premier tour | Second tour | Second tour |
| Candidats            | Candidats                   | Partis      | Partis      | Voix         | %            | Voix        | %           |
| -------------------- | --------------------------- | ----------- | ----------- | ------------ | ------------ | ----------- | ----------- |
| 1                    | Ludovic Livernette          |             | UMP         | 2 423        | 32,08        | 3 086       | 39,21       |
| 1                    | Martine Vert*               |             | DVD         | 2 423        | 32,08        | 3 086       | 39,21       |
| 2                    | Jean-Claude Blin*           |             | PS          | 2 537        | 33,59        | 3 568       | 45,34       |
| 2                    | Jocelyne Giraud             |             | PS          | 2 537        | 33,59        | 3 568       | 45,34       |
| 3                    | Bernard Demorat             |             | FN          | 1 752        | 23,20        | 1 216       | 15,45       |
| 3                    | Marie-Laure Petit           |             | FN          | 1 752        | 23,20        | 1 216       | 15,45       |
| 4                    | Étienne Gault               |             | FG          | 840          | 11,12        |             |             |
| 4                    | Anne-Claude Moisan-Lefebvre |             | EÉLV        | 840          | 11,12        |             |             |
|                      |                             |             |             |              |              |             |             |
| Inscrits             | Inscrits                    | Inscrits    | Inscrits    | 13 968       | 100,00       | 13 970      | 100,00      |
| Abstentions          | Abstentions                 | Abstentions | Abstentions | 6 004        | 42,98        | 5 674       | 40,62       |
| Votants              | Votants                     | Votants     | Votants     | 7 964        | 57,02        | 8 296       | 59,38       |
| Blancs               | Blancs                      | Blancs      | Blancs      | 247          | 3,1          | 257         | 3,1         |
| Nuls                 | Nuls                        | Nuls        | Nuls        | 165          | 2,07         | 169         | 2,04        |
| Exprimés             | Exprimés                    | Exprimés    | Exprimés    | 7 552        | 94,83        | 7 870       | 94,86       |
| * conseiller sortant |                             |             |             |              |              |             |             |

### Canton du Blanc
| Candidats            | Candidats                    | Partis      | Partis      | Premier tour | Premier tour | Second tour | Second tour |
| Candidats            | Candidats                    | Partis      | Partis      | Voix         | %            | Voix        | %           |
| -------------------- | ---------------------------- | ----------- | ----------- | ------------ | ------------ | ----------- | ----------- |
| 1                    | Jean-Louis Camus*            |             | DVD         | 1 557        | 19,24        |             |             |
| 1                    | Frédérique Vrignat           |             | DVD         | 1 557        | 19,24        |             |             |
| 2                    | André Blanc                  |             | PCF         | 421          | 5,20         |             |             |
| 2                    | Danielle Gibier              |             | FG          | 421          | 5,20         |             |             |
| 3                    | Marie-Ange Lemaître          |             | FN          | 1 637        | 20,23        |             |             |
| 3                    | Jean-Marc Wunsch             |             | FN          | 1 637        | 20,23        |             |             |
| 4                    | Marie-Georges Fayn-Dargenton |             | DVG         | 2 521        | 31,15        | 3 609       | 45,25       |
| 4                    | Alain Pasquer*               |             | PS          | 2 521        | 31,15        | 3 609       | 45,25       |
| 5                    | Gérard Blondeau*             |             | DVD         | 1 957        | 24,18        | 4 366       | 54,75       |
| 5                    | Françoise Perrot             |             | UMP         | 1 957        | 24,18        | 4 366       | 54,75       |
|                      |                              |             |             |              |              |             |             |
| Inscrits             | Inscrits                     | Inscrits    | Inscrits    | 14 680       | 100,00       | 14 680      | 100,00      |
| Abstentions          | Abstentions                  | Abstentions | Abstentions | 6 268        | 42,7         | 5 996       | 40,84       |
| Votants              | Votants                      | Votants     | Votants     | 8 412        | 57,3         | 8 684       | 59,16       |
| Blancs               | Blancs                       | Blancs      | Blancs      | 207          | 2,46         | 417         | 4,8         |
| Nuls                 | Nuls                         | Nuls        | Nuls        | 112          | 1,33         | 292         | 3,36        |
| Exprimés             | Exprimés                     | Exprimés    | Exprimés    | 8 093        | 96,21        | 7 975       | 91,84       |
| * conseiller sortant |                              |             |             |              |              |             |             |

### Canton de Buzançais
| Candidats            | Candidats             | Partis      | Partis      | Premier tour | Premier tour |
| Candidats            | Candidats             | Partis      | Partis      | Voix         | %            |
| -------------------- | --------------------- | ----------- | ----------- | ------------ | ------------ |
| 1                    | Raymond Alberola      |             | FN          | 2 323        | 29,08        |
| 1                    | Patricia Chalamet     |             | FN          | 2 323        | 29,08        |
| 2                    | Fabienne François     |             | FG          | 1 389        | 17,39        |
| 2                    | Gérard Nicaud         |             | FG          | 1 389        | 17,39        |
| 3                    | Régis Blanchet*       |             | DVD         | 4 276        | 53,53        |
| 3                    | Frédérique Mériaudeau |             | DVD         | 4 276        | 53,53        |
|                      |                       |             |             |              |              |
| Inscrits             | Inscrits              | Inscrits    | Inscrits    | 15 665       | 100,00       |
| Abstentions          | Abstentions           | Abstentions | Abstentions | 7 219        | 46,08        |
| Votants              | Votants               | Votants     | Votants     | 8 446        | 53,92        |
| Blancs               | Blancs                | Blancs      | Blancs      | 309          | 3,66         |
| Nuls                 | Nuls                  | Nuls        | Nuls        | 149          | 1,76         |
| Exprimés             | Exprimés              | Exprimés    | Exprimés    | 7 988        | 94,58        |
| * conseiller sortant |                       |             |             |              |              |

### Canton de Châteauroux-1
| Candidats            | Candidats           | Partis      | Partis      | Premier tour | Premier tour | Second tour | Second tour |
| Candidats            | Candidats           | Partis      | Partis      | Voix         | %            | Voix        | %           |
| -------------------- | ------------------- | ----------- | ----------- | ------------ | ------------ | ----------- | ----------- |
| 1                    | Jacqueline Asselin  |             | FN          | 1 182        | 20,02        | 1 304       | 24,22       |
| 1                    | Hervé Forest        |             | FN          | 1 182        | 20,02        | 1 304       | 24,22       |
| 2                    | Michel Blondeau*    |             | UDI         | 2 709        | 45,88        | 4 080       | 75,78       |
| 2                    | Florence Petipez    |             | UMP         | 2 709        | 45,88        | 4 080       | 75,78       |
| 3                    | Maurice Couble      |             | PS          | 896          | 15,17        |             |             |
| 3                    | Aurore Segura-Penot |             | PS          | 896          | 15,17        |             |             |
| 4                    | Thierry Fruchet     |             | DVD         | 478          | 8,09         |             |             |
| 4                    | Sophie Monestier    |             | DVD         | 478          | 8,09         |             |             |
| 5                    | Aymeric Compain     |             | PG          | 640          | 10,84        |             |             |
| 5                    | Brigitte Nicolas    |             | PG          | 640          | 10,84        |             |             |
|                      |                     |             |             |              |              |             |             |
| Inscrits             | Inscrits            | Inscrits    | Inscrits    | 13 420       | 100,00       | 13 420      | 100,00      |
| Abstentions          | Abstentions         | Abstentions | Abstentions | 7 232        | 53,89        | 7 289       | 54,31       |
| Votants              | Votants             | Votants     | Votants     | 6 188        | 46,11        | 6 131       | 45,69       |
| Blancs               | Blancs              | Blancs      | Blancs      | 178          | 2,88         | 466         | 7,6         |
| Nuls                 | Nuls                | Nuls        | Nuls        | 105          | 1,7          | 281         | 4,58        |
| Exprimés             | Exprimés            | Exprimés    | Exprimés    | 5 905        | 95,43        | 5 384       | 87,82       |
| * conseiller sortant |                     |             |             |              |              |             |             |

### Canton de Châteauroux-2
| Candidats   | Candidats          | Partis      | Partis      | Premier tour | Premier tour | Second tour | Second tour |
| Candidats   | Candidats          | Partis      | Partis      | Voix         | %            | Voix        | %           |
| ----------- | ------------------ | ----------- | ----------- | ------------ | ------------ | ----------- | ----------- |
| 1           | Sylviane Duval     |             | FN          | 951          | 22,73        |             |             |
| 1           | Fabien Lanyi       |             | FN          | 951          | 22,73        |             |             |
| 2           | Michel Fradet      |             | PCF         | 348          | 8,32         |             |             |
| 2           | Sophie Winandy     |             | FG          | 348          | 8,32         |             |             |
| 3           | Kaltoum Benmansour |             | PS          | 1 038        | 24,81        | 1 715       | 44,52       |
| 3           | Alain Thibault     |             | PS          | 1 038        | 24,81        | 1 715       | 44,52       |
| 4           | René Barrois       |             | COM         | 92           | 2,20         |             |             |
| 4           | Aline Pornet       |             | COM         | 92           | 2,20         |             |             |
| 5           | Didier Fleuret     |             | DVD         | 381          | 9,11         |             |             |
| 5           | Valérie Langlois   |             | DVD         | 381          | 9,11         |             |             |
| 6           | Jean-Yves Hugon    |             | UMP         | 1 373        | 32,82        | 2 137       | 55,48       |
| 6           | Imane Jbara-Sounni |             | DVD         | 1 373        | 32,82        | 2 137       | 55,48       |
|             |                    |             |             |              |              |             |             |
| Inscrits    | Inscrits           | Inscrits    | Inscrits    | 10 535       | 100,00       | 10 535      | 100,00      |
| Abstentions | Abstentions        | Abstentions | Abstentions | 6 087        | 57,78        | 6 072       | 57,64       |
| Votants     | Votants            | Votants     | Votants     | 4 448        | 42,22        | 4 463       | 42,36       |
| Blancs      | Blancs             | Blancs      | Blancs      | 170          | 3,82         | 376         | 8,42        |
| Nuls        | Nuls               | Nuls        | Nuls        | 95           | 2,14         | 235         | 5,27        |
| Exprimés    | Exprimés           | Exprimés    | Exprimés    | 4 183        | 94,04        | 3 852       | 86,31       |

### Canton de Châteauroux-3
| Candidats            | Candidats             | Partis      | Partis      | Premier tour | Premier tour | Second tour | Second tour |
| Candidats            | Candidats             | Partis      | Partis      | Voix         | %            | Voix        | %           |
| -------------------- | --------------------- | ----------- | ----------- | ------------ | ------------ | ----------- | ----------- |
| 1                    | Chantal Ben Bouaziz   |             | DVD         | 254          | 4,43         |             |             |
| 1                    | Fabrice Monguillon    |             | DVD         | 254          | 4,43         |             |             |
| 2                    | Matthieu Colombier    |             | FN          | 1 452        | 25,35        | 1 640       | 31,78       |
| 2                    | Mylène Wunsch         |             | FN          | 1 452        | 25,35        | 1 640       | 31,78       |
| 3                    | Bérengère Delhomme    |             | PS          | 1 406        | 24,55        |             |             |
| 3                    | Michel Durandeau*     |             | PS          | 1 406        | 24,55        |             |             |
| 4                    | Marc Fleuret          |             | UDI         | 1 937        | 33,82        | 3 520       | 68,22       |
| 4                    | Chantal Monjoint      |             | UMP         | 1 937        | 33,82        | 3 520       | 68,22       |
| 5                    | Jean Delavergne       |             | EÉLV        | 494          | 8,62         |             |             |
| 5                    | Monique Lajonchère    |             | EÉLV        | 494          | 8,62         |             |             |
| 6                    | Francine Lothe-Tronyo |             | COM         | 185          | 3,23         |             |             |
| 6                    | Tonio Montarelo       |             | COM         | 185          | 3,23         |             |             |
|                      |                       |             |             |              |              |             |             |
| Inscrits             | Inscrits              | Inscrits    | Inscrits    | 13 255       | 100,00       | 13 256      | 100,00      |
| Abstentions          | Abstentions           | Abstentions | Abstentions | 7 204        | 54,35        | 7 135       | 53,82       |
| Votants              | Votants               | Votants     | Votants     | 6 051        | 45,65        | 6 121       | 46,18       |
| Blancs               | Blancs                | Blancs      | Blancs      | 199          | 3,29         | 613         | 10,01       |
| Nuls                 | Nuls                  | Nuls        | Nuls        | 124          | 2,05         | 348         | 5,69        |
| Exprimés             | Exprimés              | Exprimés    | Exprimés    | 5 728        | 94,66        | 5 160       | 84,3        |
| * conseiller sortant |                       |             |             |              |              |             |             |

### Canton de La Châtre
| Candidats            | Candidats          | Partis      | Partis      | Premier tour | Premier tour |
| Candidats            | Candidats          | Partis      | Partis      | Voix         | %            |
| -------------------- | ------------------ | ----------- | ----------- | ------------ | ------------ |
| 1                    | Bénédicte Damon    |             | PS          | 1 306        | 19,41        |
| 1                    | Pascal Pelé        |             | PS          | 1 306        | 19,41        |
| 2                    | Serge Descout*     |             | UMP         | 3 836        | 57,02        |
| 2                    | Michèle Selleron   |             | DVD         | 3 836        | 57,02        |
| 3                    | Colette Hornuss    |             | FN          | 1 586        | 23,57        |
| 3                    | Fabrice Le Guiniec |             | FN          | 1 586        | 23,57        |
|                      |                    |             |             |              |              |
| Inscrits             | Inscrits           | Inscrits    | Inscrits    | 12 517       | 100,00       |
| Abstentions          | Abstentions        | Abstentions | Abstentions | 5 311        | 42,43        |
| Votants              | Votants            | Votants     | Votants     | 7 206        | 57,57        |
| Blancs               | Blancs             | Blancs      | Blancs      | 333          | 4,62         |
| Nuls                 | Nuls               | Nuls        | Nuls        | 145          | 2,01         |
| Exprimés             | Exprimés           | Exprimés    | Exprimés    | 6 728        | 93,37        |
| * conseiller sortant |                    |             |             |              |              |

### Canton d'Issoudun
| Candidats   | Candidats         | Partis      | Partis      | Premier tour | Premier tour | Second tour | Second tour |
| Candidats   | Candidats         | Partis      | Partis      | Voix         | %            | Voix        | %           |
| ----------- | ----------------- | ----------- | ----------- | ------------ | ------------ | ----------- | ----------- |
| 1           | Nathalie Brossard |             | PCF         | 386          | 7,95         |             |             |
| 1           | Raphaël Tillie    |             | EÉLV        | 386          | 7,95         |             |             |
| 2           | Pierre Boggio     |             | DVD         | 954          | 19,65        |             |             |
| 2           | Laurence Thiry    |             | DVD         | 954          | 19,65        |             |             |
| 3           | Amandine Blondeau |             | FN          | 1 225        | 25,24        | 1 619       | 34,31       |
| 3           | Olivier Danjou    |             | FN          | 1 225        | 25,24        | 1 619       | 34,31       |
| 4           | Lucie Barbier     |             | PS          | 2 090        | 43,06        | 3 100       | 65,69       |
| 4           | Michel Bougault   |             | PS          | 2 090        | 43,06        | 3 100       | 65,69       |
| 5           | Monique Chauvin   |             | COM         | 199          | 4,10         |             |             |
| 5           | Yves Choubrac     |             | COM         | 199          | 4,10         |             |             |
|             |                   |             |             |              |              |             |             |
| Inscrits    | Inscrits          | Inscrits    | Inscrits    | 10 869       | 100,00       | 10 869      | 100,00      |
| Abstentions | Abstentions       | Abstentions | Abstentions | 5 725        | 52,67        | 5 583       | 51,37       |
| Votants     | Votants           | Votants     | Votants     | 5 144        | 47,33        | 5 286       | 48,63       |
| Blancs      | Blancs            | Blancs      | Blancs      | 169          | 3,29         | 376         | 7,11        |
| Nuls        | Nuls              | Nuls        | Nuls        | 121          | 2,35         | 191         | 3,61        |
| Exprimés    | Exprimés          | Exprimés    | Exprimés    | 4 854        | 94,36        | 4 719       | 89,27       |

### Canton de Levroux
| Candidats   | Candidats          | Partis      | Partis      | Premier tour | Premier tour | Second tour | Second tour |
| Candidats   | Candidats          | Partis      | Partis      | Voix         | %            | Voix        | %           |
| ----------- | ------------------ | ----------- | ----------- | ------------ | ------------ | ----------- | ----------- |
| 1           | Étienne Huido      |             | SE          | 1 223        | 17,30        |             |             |
| 1           | Clarisse Pepion    |             | SE          | 1 223        | 17,30        |             |             |
| 2           | Marie-Claude Argy  |             | FG          | 618          | 8,74         |             |             |
| 2           | Benjamin Taupin    |             | FG          | 618          | 8,74         |             |             |
| 3           | Norbert Potier     |             | COM         | 245          | 3,47         |             |             |
| 3           | Évelyne Villemont  |             | COM         | 245          | 3,47         |             |             |
| 4           | Nadine Bellurot    |             | DVD         | 3 119        | 44,12        | 4 519       | 68,27       |
| 4           | Michel Brun        |             | DVD         | 3 119        | 44,12        | 4 519       | 68,27       |
| 5           | Catherine Cauzeret |             | FN          | 1 864        | 26,37        | 2 100       | 31,73       |
| 5           | Michel Rodier      |             | FN          | 1 864        | 26,37        | 2 100       | 31,73       |
|             |                    |             |             |              |              |             |             |
| Inscrits    | Inscrits           | Inscrits    | Inscrits    | 13 256       | 100,0        | 13 256      | 100,00      |
| Abstentions | Abstentions        | Abstentions | Abstentions | 5 765        | 43,49        | 5 834       | 44,01       |
| Votants     | Votants            | Votants     | Votants     | 7 491        | 56,51        | 7 422       | 55,99       |
| Blancs      | Blancs             | Blancs      | Blancs      | 292          | 3,9          | 556         | 7,49        |
| Nuls        | Nuls               | Nuls        | Nuls        | 130          | 1,74         | 247         | 3,33        |
| Exprimés    | Exprimés           | Exprimés    | Exprimés    | 7 069        | 94,37        | 6 619       | 89,18       |

### Canton de Neuvy-Saint-Sépulchre
| Candidats            | Candidats                | Partis      | Partis      | Premier tour | Premier tour |
| Candidats            | Candidats                | Partis      | Partis      | Voix         | %            |
| -------------------- | ------------------------ | ----------- | ----------- | ------------ | ------------ |
| 1                    | Daniel Calame            |             | PS          | 1 588        | 24,17        |
| 1                    | Stéphanie Noc-Chaput     |             | PCF         | 1 588        | 24,17        |
| 2                    | Marine Beaulieu          |             | FN          | 1 456        | 22,16        |
| 2                    | Jean-Claude Leduc        |             | FN          | 1 456        | 22,16        |
| 3                    | Marie-Jeanne Lafarcinade |             | DVD         | 3 527        | 53,68        |
| 3                    | Louis Pinton*            |             | UMP         | 3 527        | 53,68        |
|                      |                          |             |             |              |              |
| Inscrits             | Inscrits                 | Inscrits    | Inscrits    | 12 379       | 100,00       |
| Abstentions          | Abstentions              | Abstentions | Abstentions | 5 406        | 43,67        |
| Votants              | Votants                  | Votants     | Votants     | 6 973        | 56,33        |
| Blancs               | Blancs                   | Blancs      | Blancs      | 229          | 3,28         |
| Nuls                 | Nuls                     | Nuls        | Nuls        | 173          | 2,48         |
| Exprimés             | Exprimés                 | Exprimés    | Exprimés    | 6 571        | 94,23        |
| * conseiller sortant |                          |             |             |              |              |

### Canton de Saint-Gaultier
| Candidats   | Candidats           | Partis      | Partis      | Premier tour | Premier tour | Second tour | Second tour |
| Candidats   | Candidats           | Partis      | Partis      | Voix         | %            | Voix        | %           |
| ----------- | ------------------- | ----------- | ----------- | ------------ | ------------ | ----------- | ----------- |
| 1           | Christelle Jourdain |             | FN          | 1 707        | 25,17        | 2 119       | 32,66       |
| 1           | Laurent Petit       |             | FN          | 1 707        | 25,17        | 2 119       | 32,66       |
| 2           | Virginie Blusseau   |             | DVD         | 963          | 14,20        |             |             |
| 2           | Mathieu Moreaux     |             | DVD         | 963          | 14,20        |             |             |
| 3           | Lydie Lacou         |             | UDI         | 1 928        | 28,43        | 4 369       | 67,34       |
| 3           | Gérard Mayaud       |             | UDI         | 1 928        | 28,43        | 4 369       | 67,34       |
| 4           | Pierre Morizet      |             | EÉLV        | 425          | 6,27         |             |             |
| 4           | Christelle Schauer  |             | FG          | 425          | 6,27         |             |             |
| 5           | Carole Bodin        |             | DVG         | 1 334        | 19,67        |             |             |
| 5           | Philippe Gourlay    |             | DVG         | 1 334        | 19,67        |             |             |
| 6           | Joël Flirden        |             | COM         | 232          | 3,42         |             |             |
| 6           | Lise Lagrange       |             | COM         | 232          | 3,42         |             |             |
| 7           | Josiane Delaune     |             | NPA         | 193          | 2,85         |             |             |
| 7           | Antoine Godon       |             | NPA         | 193          | 2,85         |             |             |
|             |                     |             |             |              |              |             |             |
| Inscrits    | Inscrits            | Inscrits    | Inscrits    | 13 218       | 100,00       | 13 216      | 100,00      |
| Abstentions | Abstentions         | Abstentions | Abstentions | 6 002        | 45,41        | 5 779       | 43,73       |
| Votants     | Votants             | Votants     | Votants     | 7 216        | 54,59        | 7 437       | 56,27       |
| Blancs      | Blancs              | Blancs      | Blancs      | 302          | 4,19         | 629         | 8,46        |
| Nuls        | Nuls                | Nuls        | Nuls        | 132          | 1,83         | 320         | 4,3         |
| Exprimés    | Exprimés            | Exprimés    | Exprimés    | 6 782        | 93,99        | 6 488       | 87,24       |

### Canton de Valençay
| Candidats            | Candidats                    | Partis      | Partis      | Premier tour | Premier tour | Second tour | Second tour |
| Candidats            | Candidats                    | Partis      | Partis      | Voix         | %            | Voix        | %           |
| -------------------- | ---------------------------- | ----------- | ----------- | ------------ | ------------ | ----------- | ----------- |
| 1                    | Marie-Claude Nicolaï-Santini |             | FN          | 1 997        | 24,99        | 2 455       | 32,25       |
| 1                    | Michel Verdin                |             | FN          | 1 997        | 24,99        | 2 455       | 32,25       |
| 2                    | Alain Estager                |             | PCF         | 869          | 10,87        |             |             |
| 2                    | Nadège Moigneaux             |             | PCF         | 869          | 10,87        |             |             |
| 3                    | Angélique Dagron-Creton      |             | DVD         | 1 474        | 18,45        |             |             |
| 3                    | Philippe Jourdain            |             | DVD         | 1 474        | 18,45        |             |             |
| 4                    | Claude Doucet*               |             | DVD         | 3 651        | 45,69        | 5 157       | 67,75       |
| 4                    | Mireille Duvoux              |             | DVD         | 3 651        | 45,69        | 5 157       | 67,75       |
|                      |                              |             |             |              |              |             |             |
| Inscrits             | Inscrits                     | Inscrits    | Inscrits    | 14 251       | 100,00       | 14 250      | 100,00      |
| Abstentions          | Abstentions                  | Abstentions | Abstentions | 5 836        | 40,95        | 5 752       | 40,36       |
| Votants              | Votants                      | Votants     | Votants     | 8 415        | 59,05        | 8 498       | 59,64       |
| Blancs               | Blancs                       | Blancs      | Blancs      | 284          | 3,37         | 594         | 6,99        |
| Nuls                 | Nuls                         | Nuls        | Nuls        | 140          | 1,66         | 292         | 3,44        |
| Exprimés             | Exprimés                     | Exprimés    | Exprimés    | 7 991        | 94,96        | 7 612       | 89,57       |
| * conseiller sortant |                              |             |             |              |              |             |             |